# 루가노 프레알프스
루가노 프레알프스(이탈리아어: Prealpi Luganesi 또는 이탈리아어: Prealpi Lombarde Occidentali)는 알프스의 서쪽 부분에 있는 산맥이다. 이곳은 티치노주(스위스 남부)와 롬바르디아(이탈리아 북부)에 있다.

## 지리
행정적으로 범위의 이탈리아 부분은 코모 및 바레세 지방에 속하고, 스위스 지역은 벨린초나, 로카르노, 루가노 및 멘드리시오 지역으로 나누어진다.
산의 서쪽 경사면은 티치노강으로, 동쪽 경사면은 아다로, 남쪽 중앙 부분은 람브로, 올라나 및 기타 작은 강과 개울에 의해 배수되며, 모두 직간접적으로 포강의 지류이다.

### SOIUSA 분류
SOIUSA(International Standardized Mountain Subdivision of the Alps)에 따르면 산맥은 다음과 같은 방식으로 분류되는 고산 지역이다.
- 주요 부분 = 서부 알프스
- 주요 부문 = 북서 알프스
- 섹션 = 루가노 프레알프스
- 코드 = I/B-11

### 경계
루가노 프레알프스의 경계는 (시계 방향):
- 마조레 호수 (서쪽),
- 로카르노에서 벨린초나까지 티치노강, 산조리오 고개(2.010m, 레폰틴 알프스와 연결) 및 산 조리오 계곡에서 그라베도나 (북쪽)까지;
- 코모 호수 (동쪽);
- 포 평원 (남쪽).

### 하위분류
루가노 프레알프스는 두 개의 하위 섹션으로 나뉜다.
- 코모 프레알프스 - SOIUSA 코드 :I/B-11.I
- 바레세 프레알프스 - SOIUSA 코드 : I/B -11.II,

몬테 체네리 고개로 분리되어 있다.
이 하위 섹션은 상위 그룹으로 더 나뉜다.
- 코모 프레알프스
  - 슈퍼그룹 체인 Gino-Camoghè-Fiorina - SOIUSA 코드 :I/B-11.IA
  - 슈퍼그룹 체인 Tremezzo-Generoso-Gordona 체인 - SOIUSA 코드 : I / B-11.IB
  - 수퍼그룹 체인 Triangle Larian - SOIUSA 코드 : I / B-11.IB
- 바레세 프레알프스:
  - 슈퍼그룹 체인 Tamaro-Gambarogno-Lema- SOIUSA 코드 : I/B-11.II-A,
  - 슈퍼그룹 체인 Piambello-Campo dei Fiori-Nudo - SOIUSA 코드 : I / B-11.II-B.